# Бронепоезд «Хунхуз»
Бронепоезд (БП) «Хунхуз» — один из самых известных бронепоездов Русской императорской Армии Первой мировой войны, построенный первым в серии из четырёх бронепоездов типа 2-й Заамурской железнодорожной бригады или «генеральского типа», иногда называемых также типа «Хунхуз» или Хунхуз.

## История
После начала Первой мировой войны создание новых бронепоездов начато в Австро-Венгрии, Германии и России.

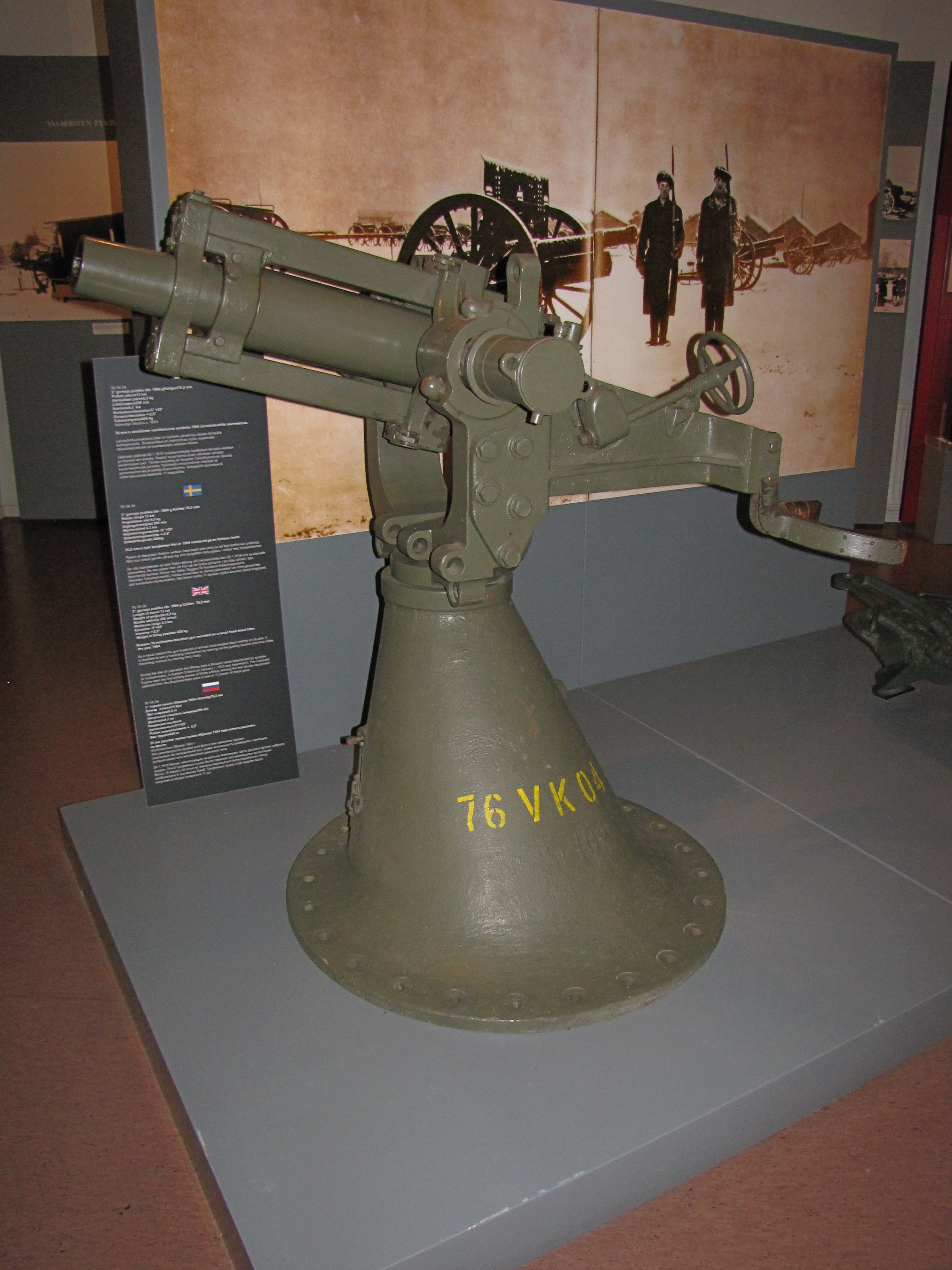
76-мм горная пушка обр. 1904 года на тумбовом станке (музей Хамеенлинна)

В начале войны в августе 1914 года в мастерских 9-го железнодорожного батальона железнодорожных войск Русской императорской Армии завершилось строительство первого бронепоезда из бронепаровоза и четырёх бронеплощадок. Вооружен он был четырьмя трёхдюймовыми (76,2-мм) горными пушками и восемью пулеметами.
Уже в начале 1915 года, бронепоезд отправили на фронт, где ситуация для русской армии не лучшая. Катастрофа в Восточной Пруссии лишила Россию многих полков, а перенос Германией центра тяжести усилий на восточный фронт поставил её в тяжелое положение.
Преимущество германской армии в тяжелой артиллерии русское командование пыталось компенсировать новациями, вроде бронепоездов, которые позволяли осуществлять быстрый манёвр артиллерией с одного участка фронта на другой.
За первым составом вскоре последовал второй, появились и новые проекты, предлагавшие более совершенные конструкции. Воплощены в металле два из них — генерал-майора М. В. Колобова и инженера Балля.

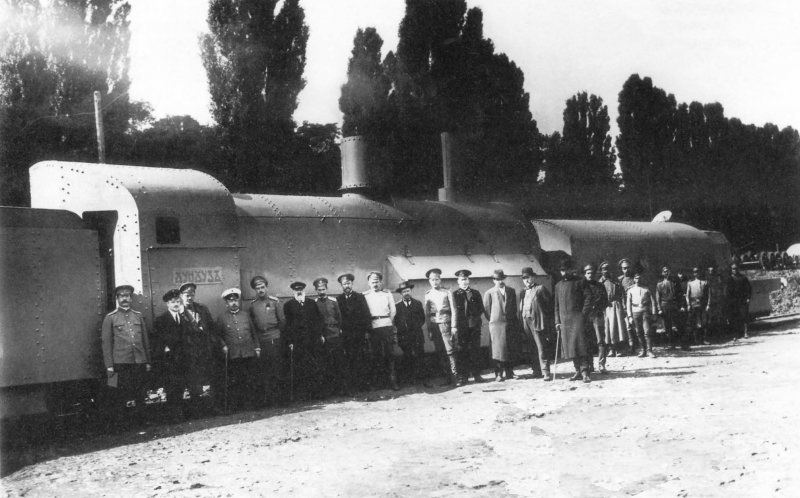
Бронепоезд «Хунхуз», локомотив и броневагон. Киев, 1 сентября 1915

Бронепоезда типа 2-й Заамурской железнодорожной бригады или типа «Хунхуз» (название бандитов в Маньчжурии, где до 1914 года несла службу 2-я Заамурская железнодорожная бригада, будучи ещё 2-й Заамурской пограничной железнодорожной бригадой) — «Хунхуз», № 2, 3 и 5 разработаны в конце июня 1915 года командиром 2-й Заамурской железнодорожной бригады генерал-майором Колобовым и построены в сентябре — октябре 1915 года.
Головной «Хунхуз», построенный первого сентября 1915 года, второго сентября передан 1-му Заамурскому железнодорожному батальону. По одному такому же бронепоезду получили 2-й и 3-й Заамурские и 2-й Сибирский железнодорожные батальоны. Они имели номера 2, 5 и 3.

## Устройство и экипаж

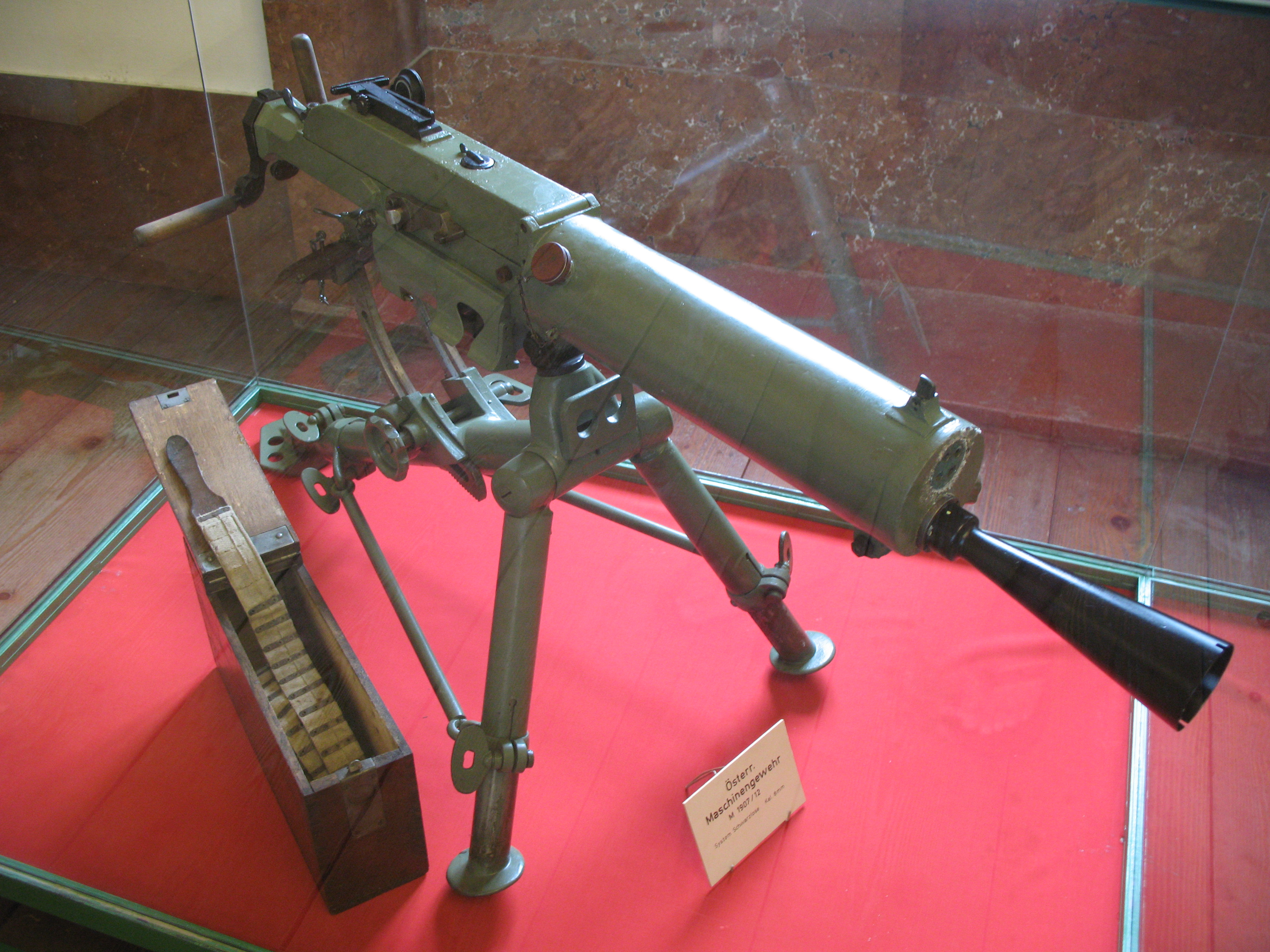
Австро-венгерский пулемёт Шварцлозе

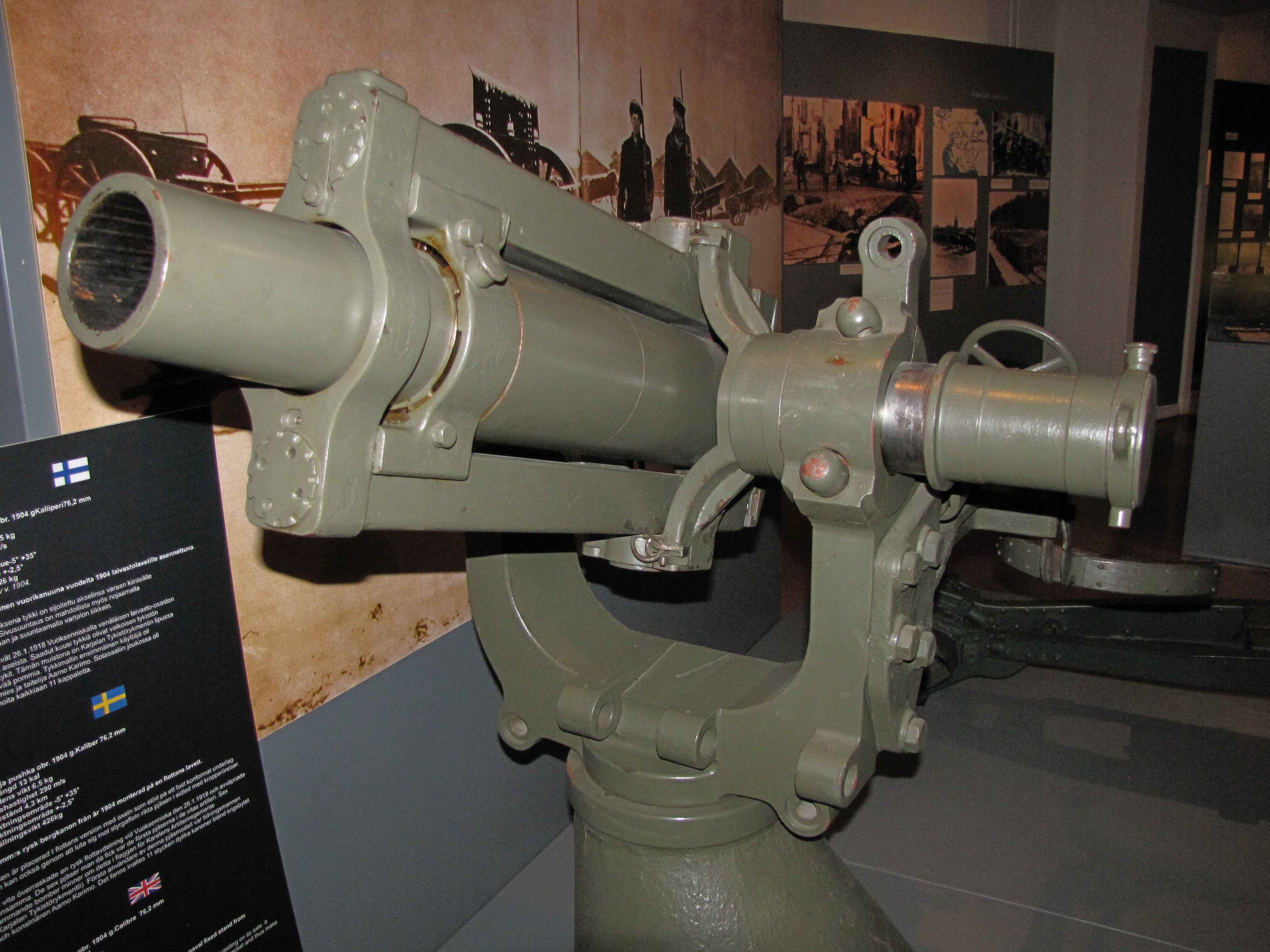
76-мм горн. пуш. 1904

«Генеральский бронепоезд» состоял из бронепаровоза на базе стандартного паровоза серии «О» (в обиходе «Овечки») и двух двухосных бронеплощадок. Толщина брони — 12-16 мм. Каждая бронеплощадка из пулемётного каземата, в котором 12 трофейных австро-венгерских 8-мм пулемётов Шварцлозе и башня с трёхдюймовой (76,2-мм) горной пушкой образца 1904 года. Она выбрано как основное вооружение за небольшие размеры и массу для размещения её на поворотной установке в передней части вагона. Угол обстрела пушки по горизонтали 220 градусов. Для связи с бронеплощадками электрическая (цветными лампочками) и рупорная сигнализация и звонковая связь.
Команда (экипаж) бронепоезда из трех взводов (пулеметного, артиллерийского и технического) — 94 человека, из них 4 офицера, которым создан относительный комфорт для боевой работы. Бронеплощадки с паровым отоплением, тепло- и шумоизоляцией — стенки обшиты 20-мм листами пробки и 6-мм фанерой. Командир бронепоезда в бою наблюдал и руководил экипажем из наблюдательной башенки на бронепаровозе.

## Служба
Девятого сентября 1915 года «Хунхуз» под командованием поручика Крапивникова убыл на фронт.
23 сентября он получил первую боевую задачу — поддержать наступление 408-го пехотного полка 102-й пехотной дивизии.
По прибытии к линии фронта разведали пути. Австро-Венгерское командование, видимо полагаясь на крепость обороны, даже не уничтожило или не привело в негодность железнодорожную ветку, идущую от русских позиций через передовую. Этим воспользовались русские командиры.
24 сентября 1915 года в четыре часа в предрассветном тумане русский бронепоезд подошел к линии австрийских окопов и открыл фланговый огонь из всех пулеметов и переднего орудия.
После прорыва оборонительных рубежей противника и выхода бронепоезда ко второй линии вражеской обороны, противник пришел в себя и открыл ответный огонь. Продолжать движение вперед было невозможно — сошла с рельс контрольная платформа, попав передними колесами в австрийский ход сообщения, вовремя незамеченный экипажем. Вскоре австрийский снаряд разворотил железнодорожный путь позади состава.

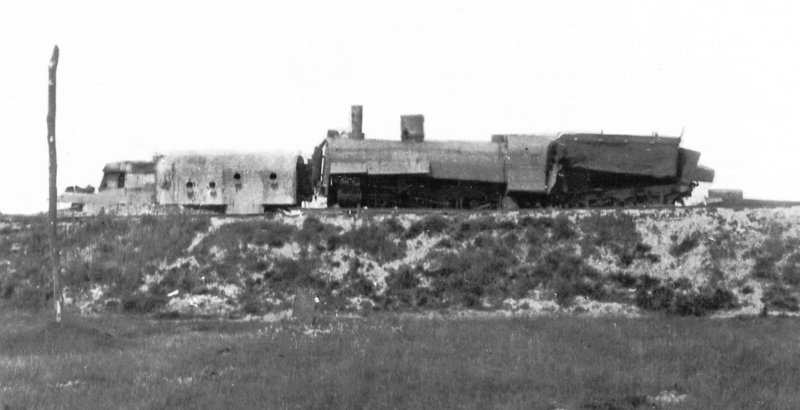
Разбитый «Хунхуз» у станции Рудочка, вид слева. Лето 1916 года. Задняя площадка уже отцеплена и увезена русскими

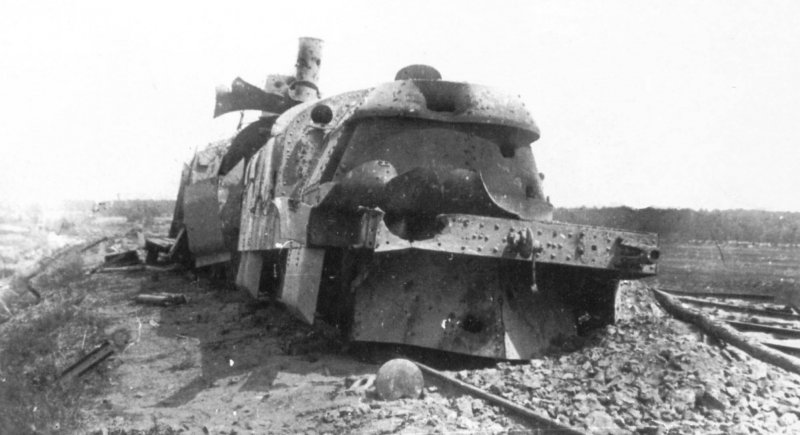
Разбитый «Хунхуз» у станции Рудочка, вид спереди. Лето 1916

Остановившийся бронепоезд представлял собой хорошую мишень для австрийских артиллеристов и вскоре прилетевшие один за другим три снаряда угодили в головную бронеплощадку, погибли командир артиллерийского взвода и четыре нижних чина, следующие снаряды разворотили кормовую площадку и пробили котел паровоза, окончательно лишив бронепоезд хода.
Судьба русского бронепоезда была решена. Командир поручик Крапивников Г.М., тоже раненый, понимая безвыходность ситуации, отдал приказ команде покинуть состав и пробиваться к своим войскам.
Почти вся команда вернулась. Подбитый же бронепоезд остался на нейтральной полосе, где был до лета 1916 года. Его вернули во время наступления Юго-Западного фронта 1916 года. Но комиссия, осмотревшая его, пришла к выводу о невозможности восстановления бронепоезда и он пошел на слом.

## Оценка бронепоезда

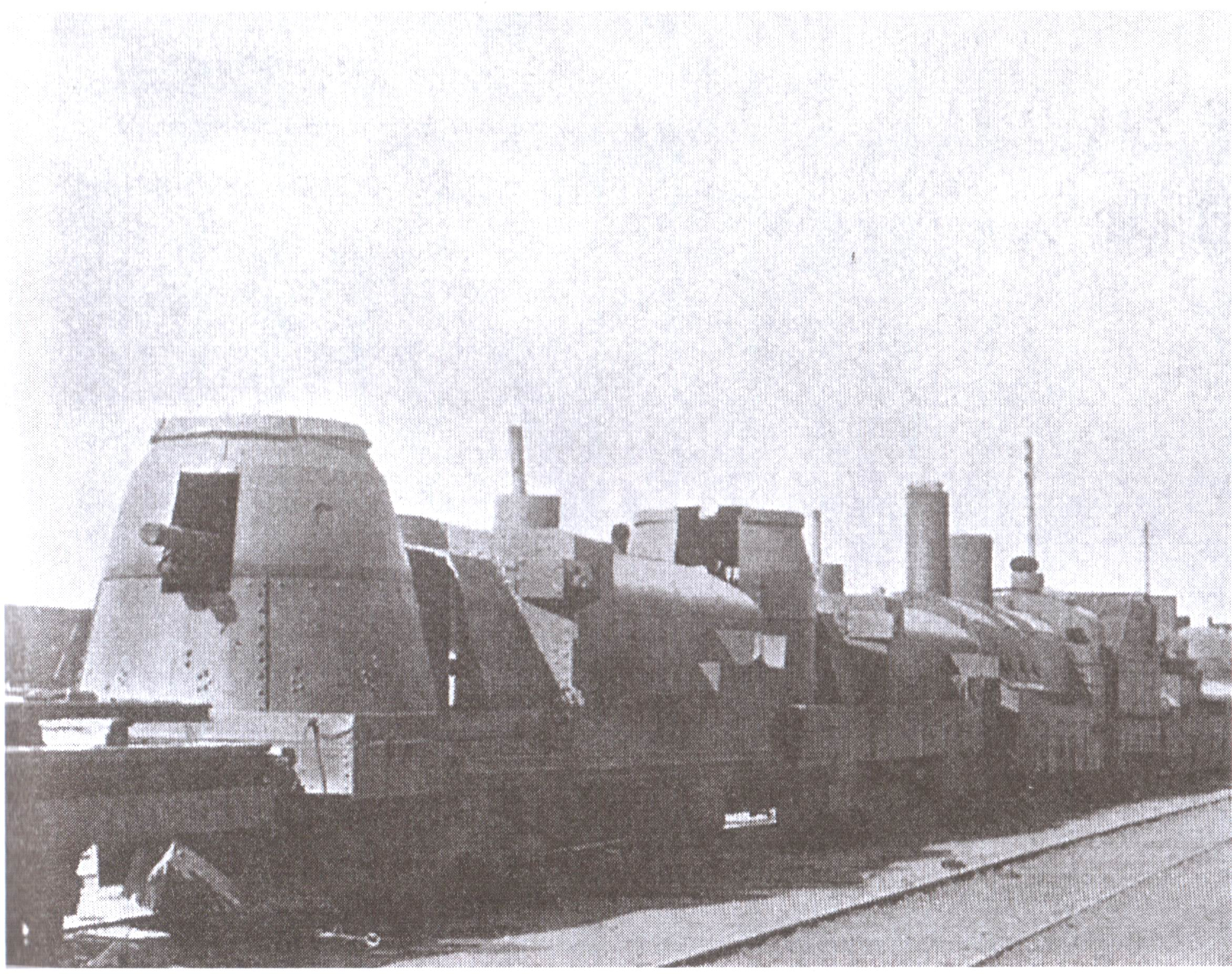
БП «Орлик», однотипный с БП «Хунхуз», но башни выше и у 76-мм полевой пушки длиннее ствол, чем у 76-мм горной. Фотография 1918-1920

Бронепоезда типа «Хунхуз» или типа 2-й Заамурской железнодорожной бригады — «Хунхуз», № 2, 3 и 5, разработанные в конце июня 1915 года и построенные в сентябре — октябре 1915 года, были одними из лучших бронепоездов Первой мировой войны по вооружению (по маневрености огня и толщине брони их немного превосходил только бронепоезд «Генерал Анненков»).
Также интересно то, что экипажу обеспечены относительно комфортные условия для боевой работы. Бронеплощадки с системой парового отопления, тепло- и шумоизоляцией — стенки обшиты 20-мм листами пробки и 6-мм листами фанеры, защищавших в некоторой мере от тяжелых в металлических закрытых помещениях для экипажа факторов — духоты летом, от которой даже были случаи потери сознания, и от соприкосновений с промороженным металлом зимой, при которых бывают случаи обморожения и даже «прилипания» влажных участков тела.

### Сноски
1. В день окончания постройки
2. ↑  В день окончания постройки
3. ↑  Горная пушка образца 1904 года имела меньшую силу отдачи и меньше действовала на конструкцию бронеплошадки. В то же время её меньшая максимальная дальность стрельбы, по сравнению с 76-мм полевой пушкой, не имела большого значения, так как бронепоезда вели огонь, в основном, прямой наводкой
4. ↑  Некоторое количество трофейных пулемётов Шварцлозе было переделано в мастерских Киевского артиллерийского завода и Петроградского артиллерийского завода под русский патрон 7,62×54 мм, чему способствовало конструктивное сходство австрийского и русского патронов. Переделанные пулемёты использовались в том числе для вооружения бронепоездов.Семен Федосеев. Пулеметы Русской армии в бою. — М.: Яуза, Эксмо, 2008. — 368 с. — ISBN 978-5-699-25634-1.
5. ↑  Вероятно, это наступление у станции Рудочка Волынской губернии (затем Волынской области Украины) было предпринято с целью затруднить продвижение германских и австро-венгерских войск в конце Великого отступления 1915 года
6. ↑  В сентябре 1915 года это бронепоезд № 3 типа «Хунхуз» 3-й Заамурского железнодорожного батальона, в июле 1918 года захвачен чехословаками в Самаре, башни изменены и перевооружен другими пушками в 1918 году из-за нехватки снарядов к редким к этому времени 76-мм горным пушкам образца 1904 года
7. ↑  В 1918 году «2-й Сибирский бронированный поезд» РККА, 30 марта 1919 года захвачен «белыми» и назван бронепоезд «Офицер»
8. ↑  В 1920 году бронепоезд № 112 РККА. Смотрите раздел Список бронепоездов Красной Армии в Бронепоезда Красной Армии Гражданской войны